# دوسایگوآس
دوسایگوآس (به اسپانیایی: Dosaiguas) یک منطقهٔ مسکونی در اسپانیا است که در بایش کمپ واقع شده‌است. دوسایگوآس ۱۳٫۶ کیلومتر مربع مساحت دارد.